# Родниківська сільська рада (Олександрівський район)
| Родниківська сільська рада — колишній орган місцевого самоврядування у Олександрівському районі Кіровоградської області з адміністративним центром у с. Родниківка. Сільській раді підпорядковані населені пункти: - с. Родниківка - с. Липівка - с. Мар'янівка - с. Могилів Курінь - с. Ясинуватка |

## Склад ради
Рада складається з 14 депутатів та голови.

### Керівний склад ради
| ПІБ                               | Основні відомості                                                         | Дата обрання | Дата звільнення |
| --------------------------------- | ------------------------------------------------------------------------- | ------------ | --------------- |
| Назаренко Олександр Олександрович | Сільський голова, 1957 року народження, освіта, член народної партії      | 26.03.2006   | 31.10.2010      |
| Назаренко Олександр Олександрович | Сільський голова, 1957 року народження, освіта вища, член народної партії | 31.10.2010   |                 |

Примітка: таблиця складена за даними джерела

## Населення
Згідно з переписом УРСР 1989 року чисельність наявного населення сільської ради становила 1242 особи, з яких 524 чоловіки та 718 жінок.
За переписом населення України 2001 року в сільській раді мешкала 971 особа.

### Мова
Розподіл населення за рідною мовою за даними перепису 2001 року:
| Мова       | Відсоток |
| ---------- | -------- |
| українська | 98,76 %  |
| російська  | 0,93 %   |
| молдовська | 0,31 %   |